# El Rey Pelusa
Miguel Antonio Calderón  (Ciudad de Córdoba, 21 de noviembre de 1951) más conocido como El Rey Pelusa o simplemente Pelusa, es un cantante y compositor argentino y uno de los artistas más reconocidos dentro del género cuarteto.

## Historia

### 1964-1978: Inicios
A mediados de la década de 1960, durante su temprana adolescencia, escuchó «¿Quieres saber un secreto?» de The Beatles en un parque de atracciones ambulante y su vida cambió para siempre: fue el comienzo de su romance con la música.
Años más tarde, y luego de algunos intentos fallidos de formar un grupo de rock con sus amigos, es llamado para cumplir con el servicio militar obligatorio. Allí logra ingresar como percusionista a la Banda de Música y Guerra de la Escuela de Suboficiales de Aeronáutica.
Cumplido el servicio, en 1972 integra un trío de rock junto a los hermanos Cacho y Lali Britos llamado Alfa Centauro. Pelusa tocaba la batería y hacía coros de manera ocasional. Con este grupo realiza sus primeras actuaciones en vivo y recibe los primeros elogios en su faceta de cantante.
Al año siguiente conoce a su amigo y futuro tecladista Daniel Castillo. Éste lo invita a unirse a Piel de Ángel, banda en la que por primera vez toma el micrófono y la parte central del escenario. El grupo prometía alcanzar el éxito por su calidad musical y llega a presentarse en varios lugares pero se disuelve poco tiempo después debido a los constantes roces entre sus integrantes.
Al mismo tiempo, Pelusa formaba parte del ascendente grupo de rock Apertura.

### 1978-1983: Chébere
En 1978, Chébere era una agrupación de cuarteto que, a pesar de contar con algunas canciones exitosas y cuatro discos de estudio en su haber, estaba viendo caer su popularidad debido a los continuos cambios de vocalista y por haber incorporado sintetizadores en reemplazo del tradicional acordeón.
Pelusa acababa de grabar un disco en Buenos Aires con Apertura, y de regreso en Córdoba logra ser interceptado por los integrantes de Chébere quienes lo convencen para que de una audición. Fue una prueba en vivo en un baile del club Alas Argentinas.

Nos juntamos a hablar, hicimos unos ensayos y quedamos en probar en vivo con un solo tema.
Eduardo "Pato" Lugones

Sorprendiendo al público y a los integrantes del grupo, Pelusa es contratado y comienza una etapa fructífera de cinco años junto a Chébere en los que realizó siete álbumes y dos sencillos. Durante ese período, la formación estable de la agrupación quedaría conformada por sus fundadores Eduardo “Pato” Lugones, encargado de la locución y animación durante los shows, Alberto “Beto” Guillen en el bajo eléctrico, Ángel “El Negro” Videla y Alberto Pizzichini en teclados, Hugo “Huesito” Terragni en violín y Pelusa en la voz.
En su primer álbum con Chébere, Rompamos el contrato (Discos TK S.A.), Pelusa interpretó temas que se convirtieron en clásicos instantáneos de la banda como «Rompamos el contrato», «Como lo hice yo» (tema originalmente de Sandro), «Aquel puñado de arena» y «Mis noches, mis días te daré».

Lo destacable era que cuando grababa siempre hacía una sola toma y tenía un gran oído para afinar.
Eduardo "Pato" Lugones

En 1979 firman con Philips Records y graban Por siempre. Este álbum inauguraría un estilo y marcaría tendencia en el sonido de la década de 1980 ya que incorporaba instrumentos de viento. Aquí destacan «Nostalgioso corazón», «El preso Nº 9», «Di que no es cierto» y «Alcoba prestada», entre otros.
Bailemos juntos vería la luz al año siguiente, y en este álbum podemos encontrar las canciones «Bailemos juntos»,«Tu Vuelo en este Rock», «Gritaré cuando no te quiera más» y «Ella se enteró», siendo esta última el primer aporte en colaboración entre Ángel Videla y Pelusa.
En 1981 editan un sencillo de 45 rpm como parte de su última producción con la discográfica Philips. Pelusa interpreta la balada «Te amaré toda la vida» y en la otra cara del disco Ángel "El Negro" Videla graba por primera vez como vocalista, por sugerencia de Pelusa, la tonada bailable «Mil años». A partir de allí, Chébere afianzaría la metodología de tener dos cantantes con diferentes perfiles dentro de la banda: Pelusa, con su estilo pop y romántico, y Videla, que se encargaría de las selecciones tropicales.
Más tarde en ese mismo año, lanzan su primer trabajo para la discográfica RCA al que llamaron Volumen 1, en donde pueden encontrarse éxitos como «Mi incomprensión», «Tu amor es un puñal», «Cual si fuera ayer» y «El amor que nos juramos», otra canción compuesta por Pelusa y "El Negro" Videla.
1982 sería un año muy importante para Chébere ya que lanzarían dos discos: el primero, titulado sencillamente Chébere (rebautizado como Volumen 1 B), y el segundo llamado Volumen 2. Además, la agrupación festejó el octavo aniversario del lanzamiento de su primer disco con un baile en el Club Atenas, donde compartieron escenario con el ídolo de la canción popular Palito Ortega. De esta etapa surgen clásicos como «Hoy me han visto llorar», «Ruega por nosotros», «Es tu amor para mí», «Soy un juguete de tu amor», «Te seguiré queriendo igual», «Cinco centavitos» y muchos más.
En 1983 editan Volumen 3, que pone de manifiesto la gran popularidad de la banda, ya que se convierte en su disco más vendido. «Me parece que», «Esa mujer ocupará el primer lugar» y «La copa rota» los posicionan en un lugar de indiscutible jerarquía en el ambiente del cuarteto. También marcaría el final de la carrera de Pelusa junto a Chébere, ya que el cantante se marcharía y su lugar sería ocupado por un antiguo miembro: Julio "El Turco" Manzur.

### 1983-1993: Etapa solista
A partir de 1983, Pelusa emprende su carrera como solista. Conservando su contrato con RCA, el disco debut llevó como título Pelusa. Fue grabado en ese año pero vio la luz a comienzos de 1984.
Su viejo amigo Daniel Castillo se unió a la agrupación que lo acompañaba ubicándose en los teclados, participando en la composición de los temas y, junto a Augusto Bruchmann (más adelante compositor de Gary), actuando como director musical y arreglador. Continuando el sonido de cuarteto moderno inaugurado por Chébere, pero sintiéndose libre para experimentar, Pelusa compuso y grabó nuevos clásicos del género como «Hola niña», «Eres una flor, una estrella, la luz» y «Sé, yo sé».

Con nuestro collage de influencias, más el talento, la impostación y la pegada de él, creamos un sonido latino cordobés.
Daniel Castillo

A mediados de 1984 edita su segundo larga duración con el título Aquí está Pelusa, que incluye éxitos que lo afianzarían en su carrera: «Ella es un amor», «Mi amor es algo grande», el clásico de Raphael «Cuando tú no estás» y los enganchados «Tú fuiste mi historia de Amor/Será oro mañana», entre otros.
Su tercer álbum vio la luz en 1985 con el nombre de Teléfono azul. En la composición y grabación participaron miembros de la banda de rock cordobesa Pasaporte y en su sonido llama la atención, además de la total ausencia de instrumentos de viento, la proliferación de otros estilos, como el country en «Hay un tren a las cinco», el new wave en «Exacto reloj» y el reggae en «Teléfono azul». Además, su banda grabó una versión instrumental de «1985», canción de Paul McCartney & Wings. Por su carácter innovador, Teléfono azul no fue bien recibido por el público cuartetero.
Ese mismo año, su discográfica lo convocaría junto a Sebastián para la primera edición del Exageradísimo, un álbum de antología en el que también participó Chébere, justo en el momento en que la banda buscaba mantener su estatus de referente con un nuevo cantante: Fernando Bladys. De las cinco canciones de Pelusa en este trabajo, tres se convierten en verdaderos clásicos: «No te vayas para Oriente», «La nieve de los años» y el éxito del cantautor brasileño Roberto Carlos «Cama y mesa».
Retomando el estilo que lo caracterizaba, a comienzos de 1986 lanza Cayó el amor y, meses más tarde, otro disco: De película. Parte de estos trabajos son «Baila vanidosa», «Mi debilidad», «Cayó el amor», «Wisky, no» y «La temperatura ambiente». 
Un año más tarde vuelve a participar en otro álbum de antología: Exageradísimo '87, junto a Sebastián y Tru la-lá. De sus cuatro canciones en este disco destaca «De bar en bar». Por su parte, edita dos álbumes: Hecho en Córdoba y Fotografía, grabado en 1987 pero lanzado al año siguiente, de donde surgen sus clásicos «Bajo la cama», «Velitas de papel», «Te cuento del baile», «Muchachita de la noche» y «A usted que está casada». 
A mediados de 1988 lanza al mercado Toda la noche que incluye «Veneno para dos», versión del hit radial de Daniela Romo que interpreta sobre los escenarios hasta el día de hoy. También participa del Exageradísimo '88 junto a Tru la-lá y Chébere, en el que graba su propia versión de «Mil horas», el clásico del rock nacional de Los Abuelos de la Nada. 
En 1989 decide llevar a cabo un gran cambio: sustituye los instrumentos de bronce por el acordeón, abandonando un poco la impronta del cuarteto moderno y orientándose hacia el sonido tradicional. Repite colaboración con Sebastián y Tru la-lá para el Exageradísimo '89, en el que se encuentra «Gota de miel», y además lanza Un tonto corazón, su novena placa como solista que incluye sus clásicos «Tus ojos», «Boca endiablada», «Tonto corazón» y «Bésame, te quiero». Continuaría con esta dirección sonora al año siguiente cuando edita Fuego pasional, disco en el que interpreta cuatro canciones compuestas por Bernardo "El Pibe de Oro" Bevilacqua y Rogelio Campana, miembros y compositores del popular Cuarteto Berna durante la década de 1970. Fuego pasional sería además su última producción dentro del contrato con la multinacional RCA. 
Comienza la siguiente década con la fundación del sello discográfico Pelusa Records, ayudado por los productores Eduardo "Pichín" Bueno (padre de Rodrigo), a quien conoció en los años de la banda Apertura, y Juan De Piano (padre de Carlos De Piano, bajista del grupo La Barra). Entre los años 1990 y 1991 edita sólo dos álbumes con su propia compañía: Ámala como yo y Nadie baila como tú, distribuidos por la empresa bonaerense DBN. En ellos destacan «Ámala como yo», «Sabías tú», «Tonta» y «Te amo como la primera vez».
A partir de allí, comienza a deambular por pequeñas discográficas con las que edita dos discos. El primero de ellos fue No te puedo olvidar, de 1992, que incluye su clásico «Viejo lobo» y las emblemáticas baladas «Aquella», «Esa mujer ocupará el primer lugar» y «Hoy lo vas a ver», cuyos video clips pudieron verse por la TV local. Su otro trabajo, editado en 1993, Pensando en ti, no tuvo mucha repercusión.
Otra producción de 1993 fue el álbum titulado Amigos, que salió al mercado a través de PolyGram (filial de Philips) y en el que destacan «Falsa alarma», «Solo fueron ilusiones» y las versiones de «Te espero» de Charles Aznavour y «Sinceridad» de Ricardo Cocciante.

### 1994-1998: La Banda 10, Buenos muchachos y El reencuentro
Aquí comienza una etapa de discos grabados en colaboración con otros artistas.
Durante 1994 Pelusa se reúne con Fernando Bladys, que desde el año 1987, y tras grabar seis discos con Chébere, llevaba una carrera solista con diez álbumes en su haber. La agrupación de respaldo se hacía llamar La Banda 10 y juntos lanzaron al mercado de manera independiente, su única producción: Toma mi ritmo. El show de presentación fue en el club Super Deportivo. Al año siguiente se encuentra con su antiguo compañero y amigo Ángel "El Negro" Videla, que había dejado Chébere en 1991, y juntos encaran un nuevo proyecto. Esta unión dio como resultado dos álbumes editados por el sello RCA/BMG Argentina: Buenos muchachos, de 1995, y Buenos muchachos Vol. II, de 1996. De la primera producción se destacan la original «Buenos muchachos», cantada a dúo a modo de contrapunto en el que uno pregunta y el otro responde, y «Mi amor, mi gran locura» con un videoclip filmado en el Hotel Edén de La Falda. El Vol. II incluye la versión en español de «Como yo nadie te ha amado», de la agrupación de hard rock Bon Jovi, y la regrabación de «Alcoba prestada», incluido originalmente en el álbum Por siempre Chébere, de 1979.
Para fines de 1996, Pelusa y Videla serían convocados por su banda madre para ofrecer un par de shows en conjunto y revivir sus viejos clásicos. La cita con el público se concretó en el espacio La Vieja Usina (hoy llamado Plaza de la Música) durante los días 7 y 28 de diciembre. Así, Pelusa y "El Negro" Videla volvieron a estar al frente de Chébere en el evento que fue conocido como "El baile del reencuentro".
Al año siguiente, el dúo de Buenos muchachos graba cuatro canciones que se incluyen en el Exageradísimo '97, donde también aparecen Tru la-lá y Sebastián. Las canciones que interpreta Pelusa son: «Cuéntale» y «Me quedo contigo». Por otra parte, la banda riojana Sol Naciente, fundada a mediados de los años 80, invita a Pelusa a poner su voz en la grabación del disco Únicos.
A fines de 1997 RCA/BMG edita por fin las grabaciones de "El baile del reencuentro" en dos discos separados: El reencuentro I y El reencuentro II, ambos de gran éxito en ventas.
Ya en 1998, Pelusa hace su última participación en un Exageradísimo, esta vez junto a Tru la-lá y Jean Carlos. Su canción más relevante es «Cuánto amor me das», de Eros Ramazzotti.
Aprovechando el espaldarazo de popularidad que le había dado la reunión con Chébere y una renovada relación con su antigua discográfica, Pelusa graba un disco más titulado Una historia diferente. Este álbum se caracteriza por el sonido reverberante de algunas canciones que simula una performance en vivo, con rumor de público de fondo. En él se destaca «Corazón de acero», último éxito que lanzaría antes de embarcarse hacia Estados Unidos, proyectando una ausencia en los escenarios que duraría más de una década.

### 1999-2011: Paréntesis
Pelusa había soñado conocer Estados Unidos desde su adolescencia. Es por eso que en 1999 viajó a Miami y se radicó allí durante casi 12 años.
A través de varios medios que lo entrevistaron durante su estadía en Norteamérica, tuvo que acallar diversos rumores que corrieron sobre los motivos por los que se alejó de su país. También explicó que si no se despidió, fue porque no tenía previsto ausentarse durante tanto tiempo.

No pensaba quedarme tantos años [...] por eso nunca me despedí de la gente. Pero fue pasando el tiempo y me fui quedando.
Pelusa

El cantante contó que lo que motivó su viaje fue la inquietud por conocer el lugar donde había nacido la música de la que él tanto disfrutaba, y que en ningún momento había tenido intenciones de seguir su carrera artística en el extranjero. Por lo tanto, para poder vivir allí se dedicó a hacer trabajos como los que realiza la mayoría de los inmigrantes latinos, y así desempeñó tareas de limpieza, fue chofer particular y empaquetador en una cadena de farmacias.
Por otro lado, su contrato con BMG Argentina seguía vigente, y entre los años 2001 y 2003 la compañía relanzó en formato CD los cuatro últimos álbumes que había grabado con Chébere y los cuatro primeros de su etapa solista bajo el nombre de Discografía completa, logrando exitosas ventas. Más tarde, en 2004 saldría al mercado Mi paso por Chébere, en donde se reunían los temas que había cantado en El reencuentro I y II, y en 2005 Lo que faltaba de mí, un compilado de 11 canciones extraídas de la serie Exageradísimo. Ya a esas alturas, sus fanáticos lo daban por retirado.
Mientras tanto, Pelusa comenzó a redactar una especie de autobiografía en su blog personal, al mismo tiempo que componía y grababa en su casa de Miami nuevas canciones que no estaban orientadas a un género musical en especial, cantando, tocando todos los instrumentos y utilizando su computadora para hacer las mezclas. Para 2008 los resultados de esas sesiones, «Cruces en el cielo», «Escúchame» y «La masa», podían encontrarse en su cuenta de Myspace.
También en ese año, sale al mercado argentino el Volumen 3 de su Discografía completa, compacto que reúne los álbumes De película y Hecho en Córdoba, editado por BMG, que a partir de 2004 se había convertido en Sony/BMG Music Entertainment.
En su ausencia, artistas como Los Cocineros, La Barra, Cristian Amato, Sabroso y Damián Córdoba, hicieron versiones de sus temas manteniendo vivo su legado. Incluso, en la provincia de La Rioja surgió La Banda del Rey, una agrupación que le rendía tributo interpretando sus canciones.
Recién alrededor del año 2010, Pelusa tomó contacto con su amigo y productor de espectáculos Mario Pérez, en quien depositó toda su confianza a la hora de planificar su regreso a la Argentina y a los escenarios. El proyecto tomó forma de a poco y para diciembre de 2011, los músicos que formarían parte de su banda habían comenzado a reunirse y ya se preparaban para su llegada.

### 2012-presente
Pelusa arribó a Córdoba en febrero de 2012 acaparando la atención de los medios locales. La producción, a cargo de Mario Pérez, Marcelo Souberbille y Gerardo Ochat, tenía programados una serie de shows a partir de marzo en la capital cordobesa, Villa María, La Falda y Río Cuarto. Pero la cita principal se dio durante los días 8, 9, 10 y 11 de marzo en el Pabellón Verde del Complejo Ferial Córdoba, a la que acudieron cerca de 10.000 personas por noche, lo que significó un hito en su carrera.
Presentado como El Rey Pelusa y ataviado con traje negro y gafas circulares oscuras (marcas distintivas que lo identificarían a lo largo de esta nueva etapa) se aferró a un micrófono vintage plateado y se dirigió a su público:

Pasaron 11 años y 7 meses desde la última vez. Pensé que estaría muy bien cantarles las viejas canciones.
Pelusa

Los conciertos del Complejo Ferial, en donde repasó muchos de sus éxitos, fueron registrados y editados en una caja contenedora de un CD y un DVD que estuvo a cargo del sello cordobés Edén S.R.L.
En Julio de ese mismo año, el intendente Ramón Mestre le entregó la distinción Jerónimo Luis de Cabrera durante la celebración del aniversario de la fundación de la ciudad de Córdoba.
Ese mismo año, Chébere aprovecha el regreso de Pelusa y programa otro reencuentro para festejar sus 38 años de historia. El 10 de noviembre, unas 20.000 personas invaden las plateas del estadio mundialista Mario Alberto Kempes para ver a la banda reunida con sus cantantes históricos: Jorge "El Toro" Quevedo, Rubinho Da Silva, Fernando Bladys, Ángel "El Negro" Videla y Pelusa, cerrando el desfile de voces.
Desde su regreso, el cantante no paró de dar shows de notable convocatoria y llevó a cabo giras a nivel nacional.
El 8 de noviembre de 2014 se produjo otro reencuentro, esta vez con Palito Ortega, con quien volvió a compartir escenario en Córdoba ante 6.000 personas.
Para abril de 2015 llevaba realizados 300 shows y un disco nuevo editado bajo licencia de Sony Music Entertainment. El álbum llevó por título Irresistible. Con presentación de lujo, contenía un CD con 23 nuevas versiones de sus grandes éxitos y un DVD con 11 pistas de karaoke. Los arreglos y la dirección musical estuvieron a cargo del tecladista Pablo Destéfanis (histórico arreglista y director musical de Tru la-lá), que también se hacía cargo de la dirección de la banda que lo acompañaba en vivo. La producción fue un éxito de ventas. En la tienda de discos Edén, de la capital cordobesa, Irresistible quitó de la cima de la lista de los más vendidos a la banda de sonido de la telenovela turca Las mil y una noches. La música de la producción televisiva con mayor cuota de pantalla de ese momento llevaba 11 semanas en esa posición.
Otro momento significativo de esta nueva etapa de su carrera ocurrió el sábado 10 de marzo de 2018, fecha en que realizó una gala para festejar sus 40 años de trayectoria con el cuarteto en el centro de eventos Forja a sala llena. La noche estuvo cargada de homenajes y fue un verdadero desfile de invitados. Las figuras que compartieron escenario con El Rey fueron Lisandro Márquez, Diego Olmos, Pablo "Lanzallamas" Brizuela, Damián Córdoba, Fernando Bladys, Dante Moyano, Lucas Mañez, Landy, "La Gata" Noelia, Ulises Bueno y "Kesito" Pavón. El Ministerio de Cultura de la Provincia de Córdoba lo distinguió entregándole una placa por su aporte a la música popular y la cultura cordobesa.
En febrero de 2020, Pelusa anunció en los medios la realización de un nuevo show en Forja para festejar los 8 años de su regreso a los escenarios y la presentación de un nuevo disco con canciones inéditas. La producción llevaría el nombre de Aquí está Pelusa... Hoy. También se iba a grabar un DVD con las imágenes del evento que estaba programado para el 14 de marzo de ese año. Pero todo quedó en suspenso cuando, a causa de la pandemia de COVID-19, se declaró el comienzo del aislamiento social preventivo para el día jueves 12.
Debido a la imposibilidad de realizar presentaciones con público en vivo, el 26 de septiembre ofrece un show vía streaming filmado en directo para todo el mundo en Studio Theater.
Cuando, de a poco se fueron retirando las restricciones, volvieron las giras. Primero, por Córdoba Capital y sus alrededores, y luego por las provincias de La Rioja, Tucumán, Catamarca, San Juan, San Luis, La Pampa, Santa Fe y Chubut.
En marzo de 2022, realizó un espectáculo en Forja para celebrar los diez años de su regreso a nuestro país. El Intendente Martín Llaryora le entregó una placa reconociendo “su aporte a la alegría e identidad de todos los cordobeses, y un reconocimiento a su trayectoria por parte del Consejo Deliberante de la ciudad de Córdoba.

## Curiosidades
- A pesar de que su nombre de pila es Miguel Antonio, muchos medios televisivos, gráficos y radiales han divulgado el erróneo dato de que su nombre es Miguel Ángel.[1][5][9]
- Pelusa fue el primer vocalista de cuarteto en cantar en inglés cuando grabó «Te quiero nena (I love you baby)» de Tony Ronald junto a Chébere en el álbum de 1980 Bailemos juntos.[3]
- La clásica balada de Sebastián «Tras la reja del parque», incluida en su álbum de 1982 El bandido, fue compuesta por Pelusa.[39]
- En la letra de la canción «Te cuento del baile» de 1987, Pelusa nombra a Barba, Loro, Mauricio y Penca, cuatro fieles seguidores con los que entabló una grata amistad.[40]

## Discografía
| - 1984: Pelusa - 1984: Aquí está Pelusa - 1985: Teléfono azul - 1986: Cayó el amor - 1986: De película - 1987: Hecho en Córdoba - 1988: Fotografía - 1988: Toda la noche - 1989: Un tonto corazón - 1989: Fuego pasional - 1990: Ámala como yo - 1991: Nadie baila como tú - 1992: No te puedo olvidar - 1993: Pensando en ti - 1993: Amigos - 1998: Una historia diferente - 2015: Irresistible (CD + DVD) - 2022: Hoy - 1978: Rompamos el contrato - 1979: Por siempre - 1980: Bailemos juntos - 1981: Te amaré toda la vida / Mil años (sencillo) - 1981: Volumen 1 (A) - 1981: Todo acaba / Tus besos son (sencillo) | - 1982: Volumen 1 (B) - 1982: Volumen 2 - 1983: Volumen 3 - 1997: El reencuentro I - 1997: El reencuentro II - 1994: Toma mi ritmo - 1995: Buenos muchachos - 1996: Buenos muchachos Vol. II - 1997: Únicos - 1985: Exageradísimo (5 canciones) - 1987: Exageradísimo '87 (4 canciones) - 1988: Exageradísimo '88 (4 canciones) - 1989: Exageradísimo '89 (4 canciones) - 1997: Exageradísimo '97 (2 canciones) - 1998: Exageradísimo '98 (4 canciones) - 2010: Exageradísimo de oro: "25 Años de cuarteto, CD 3 (1 enganchado) - 2012: En vivo Complejo Ferial Córdoba (CD + DVD) | - 1981: Los grandes éxitos de Chébere - 1998: Las grandes voces de Chébere: Pelusa - 20 Éxitos - 2000: Ayer, hoy y siempre - 2004: Mi paso por Chébere - 2005: Lo que faltaba de mí - 2006: Todo Pelusa Megamixes - 2011: Éxitos originales - 2001: Pelusa: Discografía completa, volumen 1 (1 CD: Pelusa / Aquí está Pelusa) - 2001: Pelusa: Discografía completa, volumen 2 (1 CD: Teléfono azul / Cayó el amor) - 2003: Chébere: Discografía completa, volumen 1 (1 CD: Volumen 1 A / Volumen 1 B) - 2003: Chébere: Discografía completa, volumen 2 (1 CD: Volumen 2 / Volumen 3) - 2008: Pelusa: Discografía completa, volumen 3 (1 CD: De película / Hecho en Córdoba) |